# Vandenberg-Resolution

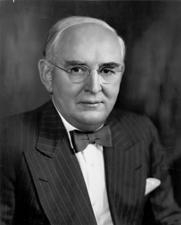
Arthur H. Vandenberg

Die Vandenberg-Resolution (Offiziell: U.S. Senate Resolution 239) wurde am 11. Juni 1948 vom Senat der Vereinigten Staaten verabschiedet. Sie legt die Grundlage zur Verteidigung des Nordatlantiks und der Verbündeten der USA fest. Dadurch ist sie ein Vorgänger der 1949 gegründeten NATO. Sie wurde nach ihren Initiator US-Senator Arthur H. Vandenberg (1884–1951) benannt.
Die Verhandlungen über die Art und das Ausmaß der Verpflichtung der Vereinigten Staaten zur Verteidigung ihrer nordatlantischen Verbündeten wurden durch den widersprüchlichen Wunsch der Verbündeten nach einer eisernen Zusicherung eines sofortigen Eingreifens der USA im Falle eines sowjetischen Angriffs und durch das Beharren des US-Senats auf der Wahrung seiner verfassungsmäßigen Vorrechte, insbesondere der Befugnis, die USA zum Krieg zu verpflichten, erschwert. Nachdem die Beamten des US-Außenministeriums eine gemeinsame Position der Unterstützung für die Idee eines Vertrages eingenommen hatten, arbeiteten sie geduldig einen Text aus, der die Bedenken der europäischen Verbündeten, des Senats und des US-Militärs ausglich. Die Innenpolitik der USA, insbesondere die Folgen der Präsidentschaftswahlen von 1948, spielte eine wichtige Rolle bei den internationalen Verhandlungen und den Verhandlungen im Kongress.
Im Einklang mit den Praktiken, die während der Kongressdebatte über den Marshallplan entwickelt worden waren, fanden zwischen April und Juni 1948 Gespräche zwischen der Regierung und führenden Republikanern über kollektive Sicherheitsvereinbarungen in Europa statt. Die Gespräche spiegelten die Wahrscheinlichkeit eines republikanischen (GOP) Präsidentschaftssiegs bei den Wahlen im November wider. Der republikanische Senator Arthur H. Vandenberg, Vorsitzender des Senatsausschusses für auswärtige Beziehungen und Präsident pro tempore des Senats, war ein führender Kandidat für die republikanische Präsidentschaftsnominierung, bevor er aus dem Rennen ausschied. In freundschaftlichen und offenen Gesprächen mit Außenminister George C. Marshall und Unterstaatssekretär Robert A. Lovett begrüßte Vandenberg das Konzept eines nordatlantischen Bündnisses und erklärte sich nur dann bereit, es im Senat zu unterstützen, wenn die eigentlichen Verhandlungen bis nach den Wahlen verschoben würden und die UN-Charta in dem künftigen Vertrag deutlicher bekräftigt und angeführt würde.
Die Rolle der persönlichen Beziehungen in der Außenpolitik zeigte sich in Lovetts informellen Gesprächen mit Vandenberg, der nun ein überzeugter Internationalist war und helfen wollte, dabei aber auch die politischen Realitäten im Auge behielt, die er Lovett und der Truman-Administration nahe zu bringen versuchte.
Bei einem Treffen am 11. April sondierte Lovett taktvoll Vandenbergs Überlegungen zu einer Reihe von Schlüsselfragen, darunter die Art der Hilfe, die der Kongress genehmigen würde; die Form eines Paktes, insbesondere die Bereitschaft des Senats, eine leicht modifizierte Version des Rio-Vertrags in Bezug auf Europa zu billigen; die Rolle der Vereinten Nationen bei kollektiven Sicherheitsvereinbarungen; und die für den eventuellen Abschluss eines langfristigen europäischen Sicherheitsabkommens erforderliche legislative Vorbereitung. Eine Woche später erörterten Vandenberg und Lovett den Wortlaut einer Entschließung, die die rechtliche Grundlage für einen langfristigen Pakt bilden sollte.
Am 11. Mai legte Vandenberg dem Ausschuss für auswärtige Beziehungen des Senats eine Resolution vor, die er zusammen mit Lovett ausgearbeitet hatte und die von diesem angenommen wurde. Am 11. Juni brachte Vandenberg eine Resolution ein, die der Senat mit 82 zu 13 Stimmen verabschiedete und in der der Präsident aufgefordert wurde, sich für die Sicherheit der USA und der übrigen freien Welt einzusetzen, indem er gegenseitige Verteidigungsvereinbarungen im Rahmen der UN-Charta, aber außerhalb des UN-Sicherheitsrats unterstützte, da das sowjetische Veto ansonsten kollektive Verteidigungsvereinbarungen vereiteln würde.
Absatz 3 der Resolution bezog sich auf Fragen der militärischen Unterstützung oder des Bündnisses, indem er
„die Vereinigten Staaten ermutigte, sich im Rahmen eines verfassungsmäßigen Prozesses an solchen regionalen und anderen kollektiven Vereinbarungen zu beteiligen, die auf kontinuierlicher und wirksamer Selbsthilfe und gegenseitiger Hilfe beruhen und sich auf ihre nationale Sicherheit auswirken“.
Die Vandenberg-Resolution war die wegweisende Maßnahme, die den Weg für die Aushandlung des Nordatlantikvertrags ebnete. Es ist klar, dass das Konzept eines solchen Bündnisses zum ersten Mal während der Pentagon-Gespräche in Washington im März aufkam, aber ohne die Senatsresolution, die eine internationalistische Rolle für das Land befürwortete, wären die US-Maßnahmen ins Stocken geraten.
Als Vorsitzender des Senatsausschusses für auswärtige Beziehungen vertrat Vandenberg die Ansicht, dass „die Politik an der Wasserkante aufhört“, und arbeitete mit der Truman-Administration zusammen, um eine parteiübergreifende Unterstützung zu erreichen. Francis O. Wilcox, der erste Stabschef des Ausschusses für auswärtige Beziehungen, erinnerte sich daran, dass Vandenbergs Karriere im Senat ein Denkmal für die Überparteilichkeit in der amerikanischen Außenpolitik darstellt: „Sein Vermächtnis geht weiter.“
Vor kurzem hat der Senat dem Senator aus Michigan eine einzigartige Ehre zuteilwerden lassen, indem er beschloss, sein Porträt in eine „sehr erlesene Sammlung“ im Empfangsraum des US-Senats aufzunehmen.
Ein neues Buch über Vandenbergs überparteiliche Beziehungen zur Truman-Regierung unterstreicht die Bedeutung ihrer Zusammenarbeit.